# Nearchi
Les Nearchi étaient une peuplade gauloise appartenant à la nation salyenne. Ils étaient installés au nord de la plaine de la Crau et sur le versant sud des Alpilles. Leur capitale, Bergine, pourrait être identifiée à Ernaginum (aujourd'hui sur le territoire de la commune de Tarascon, près de Saint-Étienne-du-Grès). 
Il s'agissait pour l'essentiel d'une population à forte vocation agricole. Elle était aussi composée de bergers, en témoignent les nombreuses bergeries exhumées dans la Crau et les Alpilles.

## Description d'Aviénus
Dans son œuvre Ora maritima (« Les Régions maritimes »), le poète et géographe étrusque Avienus (IVe siècle) cite brièvement le peuple des Nearchi dans cette phrase : « Gens hic Nearchi Bergineque civitas. » Cette allusion est comprise dans une description générale des peuples de la région maritime d'Arles. Pour Camille Jullian, il faut chercher ce peuple sur le versant méridional des Alpilles, plus précisément à Ernaginum, nom gallo-romain de la cité de Bergine. Cette agglomération est aujourd'hui à proximité de Saint-Étienne-du-Grès. Unger, en revanche, considère qu'Aviénus fait allusion aux Avatiques lorsqu'il évoque les Nearchi, hypothèse que réfute totalement Jullian, dans la mesure où les Avatiques se situaient davantage au sud, près de l'étang de Berre.